# Fyra farliga friare
Fyra farliga friare (engelska: Horse Feathers) är en amerikansk komedifilm från 1932 med Bröderna Marx, regisserad av Norman Z. McLeod.

## Handling
Filmen handlar om hur Huxley College ska vinna nästa match i amerikansk fotboll mot konkurrenten Darwin University. Groucho spelar den nytillsatta rektorn professor Quincy Adams Wagstaff och Zeppo hans son Frank. Frank är kär i Connie Bailey (Thelma Todd) som i hemlighet försöker göra upp i förhand vem som ska vinna den stora fotbollsfinalen. Frank övertalar sin far att leja två professionella fotbollsspelare som bruka hänga på en lönnkrog i stan.
Groucho lejer av misstag isbäraren Baravelli (Chico) och hundfångaren Pinky (Harpo) då rektor Jennings (David Landau) från Darwin University redan lejt de riktiga fotbollsspelarna. Groucho beordrar då Chico och Harpo att kidnappa de riktiga spelarna och förväxlingarna kan börja.
Filmen har flera klassiska scener, bland annat uppgörelsen i klassrummet mellan Groucho och studenterna Harpo och Chico och matchfinalen i slutet på filmen.

## Om filmen
Filmen är den fjärde filmen med Bröderna Marx. Denna film är även deras fjärde långfilm med filmbolaget Paramount Pictures. Några scener baseras på brödernas pjäs Fun in Hi Skule från 1920-talet. Filmen premiär i hemstaden New York den 10 augusti 1932 och släpptes sedan i hela USA den 19 augusti 1932.

## Rollista i urval
- Groucho Marx - Professor Quincy Adams Wagstaff
- Harpo Marx - Pinky
- Chico Marx - Baravelli
- Zeppo Marx - Frank Wagstaff
- Thelma Todd - Connie Bailey
- David Landau - Jennings
- Robert Greig - biologiprofessor
- Reginald Barlow - professor
- E. H. Calvert - professor på Wagstaffs kontor
- Nat Pendleton - Darwin fotbollsspelare MacHardie
- James Pierce - Darwin fotbollsspelare Mullen
- Theresa Harris - Laura, Connies hembiträde
- Phil Tead - fotbollskommentator

## Utvalda filmscener
- Groucho berättar för de övriga professorerna om framtidsplanerna för skolan och säger: "Imorgon börja vi med att riva hela skolan." Varpå de frågar: "Men, professorn, var ska studenterna sova då?" Och Groucho svarar: "Där de alltid sover – i klassrummen."

- Groucho pratar med Frank och säger: "Jag gifte mig med din mor för att jag ville ha barn. Föreställ dig min besvikelse när du kom."

## Kuriosa
Filmen innehåller låtar som "I'm Against It" och "Everyone Says I Love You", den senare användes av Woody Allen, som var vän med Groucho, i filmen Alla säger I Love You från 1996.